# Needles (Kalifornia)
Needles város az USA Kalifornia államában, San Bernardino megyében. Lakosainak száma 4931 fő (2020. április 1.).

## Népesség
A település népességének változása:
| Lakosok száma | 2807 | 4844 | 4931 |
|               | 1920 | 2010 | 2020 |